# Schüsselpfennig

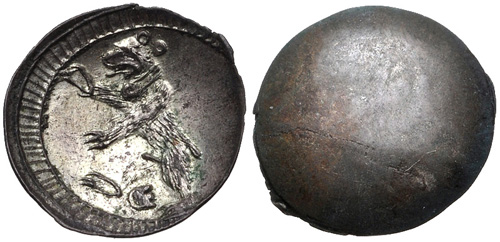
Schüsselpfennig von St. Gallen, beschnitten (Silber; Durchmesser 13 mm; 0,26 g)

Schüsselpfennig, auch Gehulchter Pfennig (hohler Pfennig) genannt, ist infolge der Prägetechnik ein konkaver, einseitig geprägter Pfennigtyp, der wahrscheinlich zuerst 1374 in der Pfalz geschlagen wurde. Geringhaltige Schüsselpfennige, die in Kursachsen eingedrungen waren, wurden dort als Näpfchenheller bezeichnet.

## Geschichte
Der weitverbreitete Schüsselpfennig ist sogar im Duden zu finden als „kleiner einseitig geprägter Pfennig aus Silber mit tellerartig aufgebogenem Rand“. Er entstand durch das Prägen mit nur einem Oberstempel auf einem größeren Schrötling. Beim Prägen des Pfennigs wurde so die Randpartie schüssel- oder tellerförmig nach oben gedrückt. Die gewölbte Form der Pfennige erwies sich im Zahlungsverkehr als sehr praktisch, weil man die kleinen Münzen besser als die flachen Plättchen greifen konnte.

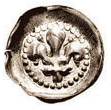
Straßburger Lilienpfennig

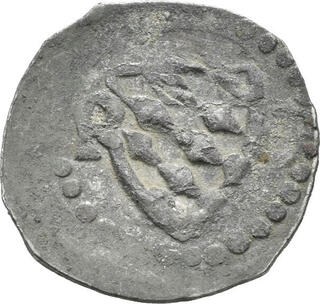
Pfälzer Weckeler um 1400

Als Vorläufer der Schüsselpfennige werden die einseitig geprägten Engel- und Lilienpfennige der Freien Reichsstadt Straßburg und die Trierer Pfennige genannt, die bereits am Anfang des 14. Jahrhunderts geschlagen worden sind. Die silbernen Pfennige haben einen Durchmesser von etwa 14 bis 17 mm und wiegen ca. 0,32 bis 0,45 g. Sie sind sogenannte Ewige Pfennige, da sie im Gegensatz zu den meisten Brakteaten nicht regelmäßig gebührenpflichtig umgetauscht werden mussten.
Die sogenannten Pfälzer Weckeler mit dem Münzbild Weckenschild oder den Wecken allein ohne Schild, wurden ab etwa 1390 geprägt. Charakteristisches Merkmal ist ebenfalls ab dem 15. Jahrhundert ihre gewölbte Form und ein dicker Perlkreis, welcher das Münzbild umgibt. Bei den späteren Schüsselpfennigen des 16. bis 18. Jahrhunderts kommt der Perlkreis nicht mehr vor.
Nach der Aschaffenburger Konvention von 1424 hatten die Schüsselpfennige ein Feingewicht von 0,20 g bei 0,39 g Raugewicht. Es existieren auch Halbpfennige. Die Münzen wurden später wesentlich verschlechtert ausgebracht. Die Verbreitung der Schüsselpfennige umfasste Süd- und Südwestdeutschland, Westdeutschland, Hessen, den Harz bis nach Mitteldeutschland. Auch die Schweiz ließ diesen Pfennigtyp prägen.
Die Schüsselpfennige wurden bis ins 18. Jahrhundert vor allem in den Münzstätten des Harzes ausgebracht. Die letzten dieser Pfennige wurden in der Schweiz vom Kanton St. Gallen ohne Jahreszahl sogar noch bis 1822 geprägt.

### Näpfchenheller

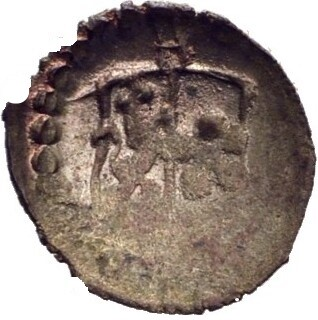
Näpfchenheller um 1680 Solms-Hohensolms

In Kursachsen liefen geringhaltige Schüsselpfennige verschiedener Münzherrn, zum Beispiel von Nassau-Holzappel, Solms-Hohensolms oder Leiningen-Westerburg als „Eindringlinge“ um. Sie wurden in sächsischen Akten von 1668 als Näpgen-Heller (Näpfchenheller) bezeichnet. In einigen Gegenden Sachsens, zum Beispiel im Erzgebirge, wurden sie zur Plage, besonders für die Geistlichkeit. Die Bevölkerung warf die geringhaltigen Näpfchenheller bevorzugt in die Klingelbeutel, wodurch die Kollekte empfindlich geschmälert wurde. Das führte zum Teil, zum Beispiel in Annaberg, zur Einführung spezieller Kirchenpfennige.
Die näpfchen- oder schüsselförmigen Pfennige von sehr geringem Gehalt wiegen etwa 0,15 g bei einem Feingewicht von 0,004 g. Sie wurden entweder von Fälschern oder seit 1683 vom Münzmeister Paul Heuser zu Hohensolms unter Missbrauch des Münzrechts geprägt. Ihr Umlaufgebiet waren Landstriche mit besonders großer Armut unter der Bevölkerung. Im Erzgebirge waren sie noch bis zum Ende des 17. Jahrhunderts im Umlauf.

## Merkmale der Schüsselpfennige

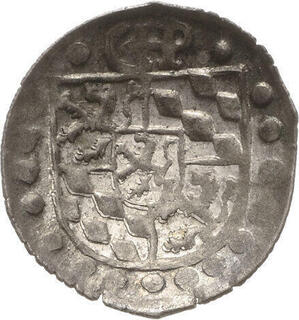
Pfalz, Schüssel-pfennig um 1550

Die Vorläufer der Schüsselpfennige aus dem Anfang des 14. Jahrhunderts stammen aus der deutschen Reichsstadt Straßburg und aus Trier. Sie haben bereits die typische Schüssel- oder Tellerform mit einem Perlkreis, der das Münzbild umgibt (siehe den Straßburger Lilienpfennig). Sie sind noch kleinen Brakteaten ähnlich, bestehen aber nicht aus dünnem Blech.
Die nachfolgenden Schüsselpfennige weisen einen charakteristischen dicken Perlkreis auf, der bei späteren Geprägen des 16. bis 18. Jahrhunderts nach und nach unauffälliger wurde oder verschwand. Der einseitig beprägte konkave Pfennigtyp hat seine Form durch einen Münzstempel erhalten, der im Durchmesser kleiner ist als der Münzrohling. Dadurch wurde beim Prägen im Prägebereich das Münzmetall im Gefüge verdichtet und die Randzone nach oben gebogen.
Bei den späten Schweizer Schüsselpfennigen scheint allerdings die Prägung mit balligem Stempel auf einer gemuldeten glatten Unterlage ausgeführt worden zu sein (siehe den Schüsselpfennig im Bild oben).